# Coupe de Tunisie de football 1954-1955
Navigation
Coupe de Tunisie 1953-1954 Coupe de Tunisie 1955-1956
La Coupe de Tunisie de football 1954-1955 est la 25e édition de la coupe de Tunisie. Elle est organisée par la Ligue de Tunisie de football (LTFA). 
Tous les clubs, y compris le détenteur du titre, le Club sportif de Hammam Lif, participent à la compétition dès le premier tour. Cette édition est marquée par la révélation de la Jeunesse sportive métouienne qui est alors en troisième division et qui parvient en demi-finale grâce à des joueurs alors inconnus comme Brahim Ben Miled (Farzit), Khemais Ghariani, Boubaker Ben Jerad, Béchir Ghariani, etc.

## Résultats

### Premier  tour préliminaire
Les matchs sont disputés le 23 janvier 1955 mais les résultats disponibles sont incomplets :
- Sfax railway sport-Stade tunisien : 3-1
- Club tunisien-Khanfous Club (Redeyef) : 3-2
- Avenir sportif sfaxien-Club sportif gabésien : 3-1
- Association sportive des PTT de Sfax-Étoile sportive gabésienne : 4-1
- Union sportive béjoise-Espérance de Mateur : 1-1 puis 1-0
- Club athlétique du gaz-Club sportif des cheminots : 2-0
- Union sportive musulmane-Groupement sportif de Mégrine : 4-1
- Olympique de Béja-Club athlétique bizertin : 2-1
- Club sportif de Hammam Lif-Patrie Football Club bizertin : 3-1
- Avenir musulman-Stade gaulois : 7-3
- El Makarem de Mahdia-Stade africain de Ferryville : 4-1
- Olympique de Tunis-Olympique du Kef : 3-2
- Association des anciens élèves de Mateur-Association sportive de Bou Argoub : 5-0
- Association sportive Juventus (Mateur)-Club olympique du Kram : 2-1
- Étoile sportive du Sahel-Widad athlétique de Tunis : 4-0
- Club africain-Jeunesse sportive tebourbienne : 3-0
- Sporting Club des sports de Focheville-Ben Arous-Football Club de Jérissa : 3-1
- Espérance sportive de Tunis-Grombalia Sport : 5-2
- La Radésienne-Jeanne d'Arc d'avant-garde : 2-0
- Onze noirs-Sporting Club de Gafsa : 3-2
- Métlaoui Sports-Union sportive khémissienne: 4-2
- Étoile sportive de Radès-Stade soussien : 4-2
- Autres qualifiés : Vaillante-Jeunesse de Hammam Lif, Étoile sportive de Métlaoui, Union sportive de Gabès, Union sportive de Ferryville, Stade populaire, Patriote de Sousse, Stade nabeulien, Jeunesse sportive omranienne, Jeunesse sportive métouienne et Jeanne d'arc de Sousse

### Seizièmes de finale
Les matchs sont joués le 6 février 1955.
| Équipe 1                               | Équipe 2                                         | Score 90' |
| Club athlétique du gaz                 | Association sportive des PTT de Sfax             | 2 - 1     |
| Sfax railway sport                     | Olympique de Béja                                | 3 - 0     |
| Métlaoui Sports                        | Stade nabeulien                                  | Forfait   |
| La Radésienne                          | El Makarem de Mahdia                             | 4 - 0     |
| Club tunisien                          | Étoile sportive de Radès                         | 3 - 1     |
| Association sportive Juventus (Mateur) | Association des anciens élèves de Mateur         | 4 - 3     |
| Olympique de Tunis                     | Jeanne d'arc de Sousse                           | 8 - 0     |
| Union sportive de Ferryville           | Sporting Club des sports de Focheville-Ben Arous | 3 - 0     |
| Union sportive béjoise                 | Vaillante-Jeunesse de Hammam Lif                 | 2 - 1     |
| Patriote de Sousse                     | Union sportive musulmane                         | 2 - 1     |
| Espérance sportive de Tunis            | Stade populaire                                  | 3 - 1     |
| Avenir sportif sfaxien                 | Avenir musulman                                  | 2 - 1     |
| Club sportif de Hammam Lif             | Union sportive de Gabès                          | 2 - 0     |
| Étoile sportive du Sahel               | Club africain                                    | 1 - 0     |
| Jeunesse sportive métouienne           | Jeunesse sportive omranienne                     | 3 - 0     |
| Étoile sportive de Métlaoui            | Onze noirs                                       | 1 - 0     |

### Huitièmes de finale
Les matchs sont disputés le 27 février 1955.
| Équipe 1                     | Équipe 2                               | Score 90' |
| Jeunesse sportive métouienne | Métlaoui Sports                        | 7 - 1     |
| Club tunisien                | Étoile sportive de Métlaoui            | 1 - 0     |
| Sfax railway sport           | Club athlétique du gaz                 | 3 - 0     |
| Club sportif de Hammam Lif   | Olympique de Tunis                     | 5 - 2     |
| La Radésienne                | Union sportive béjoise                 | 3 - 0     |
| Étoile sportive du Sahel     | Patriote de Sousse                     | 3 - 0     |
| Espérance sportive de Tunis  | Union sportive de Ferryville           | 1 - 0     |
| Avenir sportif sfaxien       | Association sportive Juventus (Mateur) | 3 - 2     |

### Quarts de finale
| Date         | Équipe 1                     | Équipe 2                    | Score 90' |
| 20 mars 1955 | Sfax railway sport           | Avenir sportif sfaxien      | 3 - 0     |
| 20 mars 1955 | Club sportif de Hammam Lif   | Espérance sportive de Tunis | 3 - 1     |
| 20 mars 1955 | Jeunesse sportive métouienne | Club tunisien               | 1 - 0     |
| 20 mars 1955 | Étoile sportive du Sahel     | La Radésienne               | 7 - 1     |

### Demi-finales
| Date          | Équipe 1                   | Équipe 2                     | Score 90' |
| 10 avril 1955 | Club sportif de Hammam Lif | Étoile sportive du Sahel     | 3 - 1     |
| 10 avril 1955 | Sfax railway sport         | Jeunesse sportive métouienne | 5 - 2     |

### Finale
| Date         | Équipe 1                   | Équipe 2           | Score 90' |
| 1er mai 1955 | Club sportif de Hammam Lif | Sfax railway sport | 2 - 1     |

## Meilleurs buteurs
Avec six buts, Georges Paraskevas du Sfax railway sport est le meilleur buteur de l'édition, suivi de Habib Mougou (Étoile sportive du Sahel) avec cinq buts, Moncef Klibi (CSHL) et Brahim Ben Miled (JSMet) avec quatre buts.